# Gahrenberg

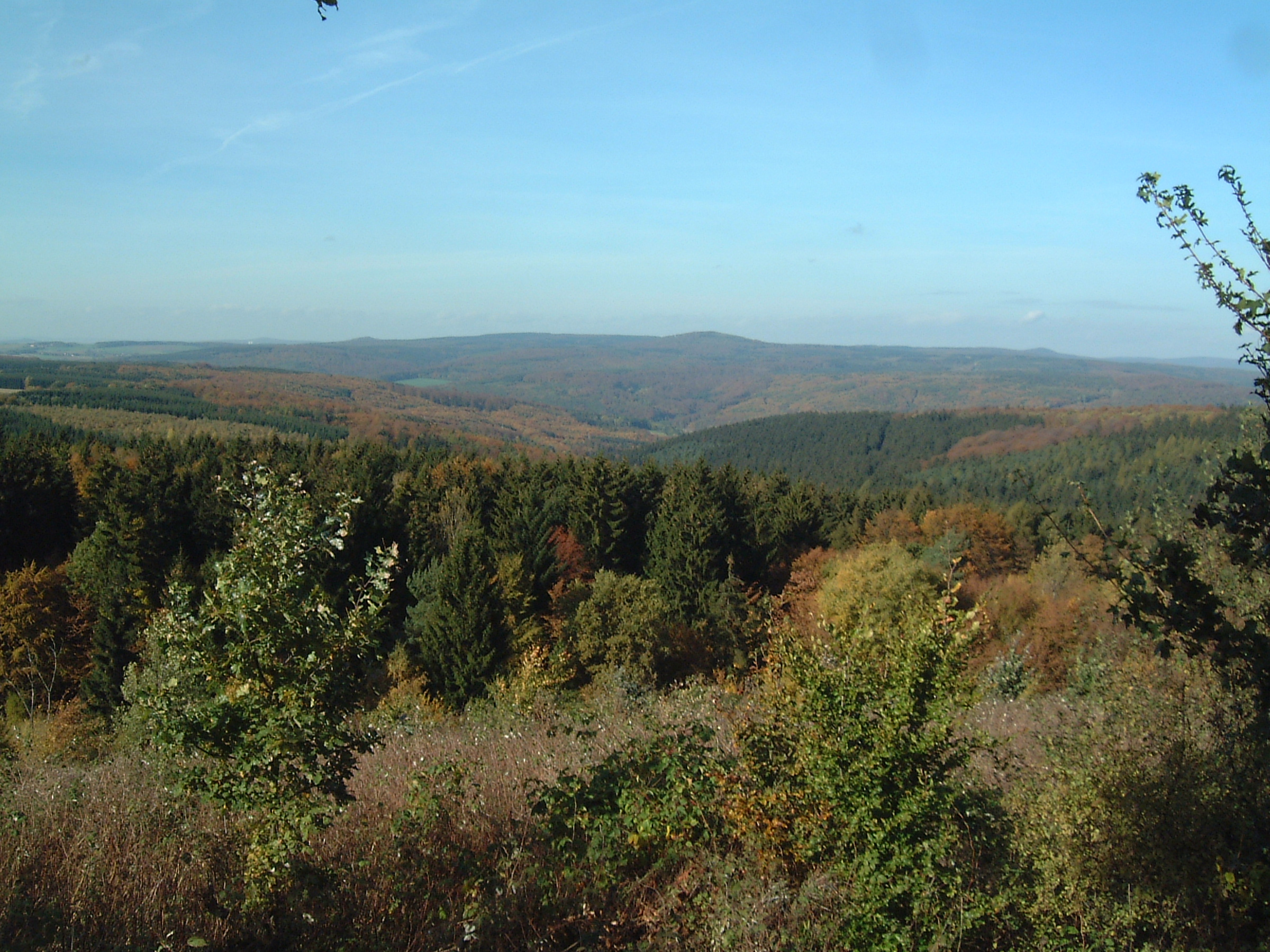
Blick vom Hühnerfeldberg (Kaufunger Wald) nordwestwärts zum Reinhardswald mit Ahlberg, Gahrenberg (mittig; 10 km entfernt) und Staufenberg (v. l. n. r.)

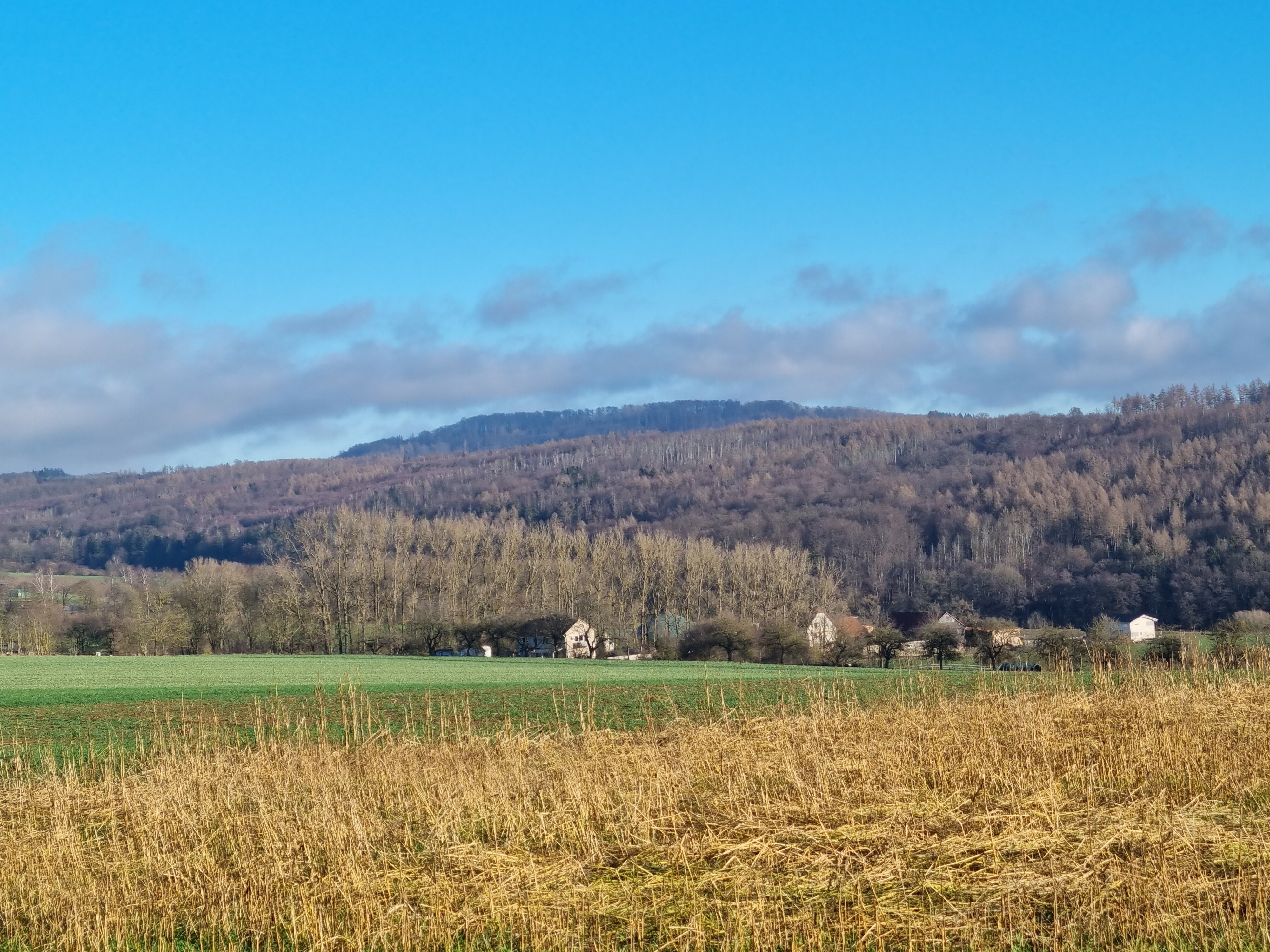
Gahrenberg. Blick nach Südosten von Holzhausen, Große Sudholz

Der Gahrenberg ist mit 472,1 m ü. NHN nach dem Staufenberg (472,2 m) der zweithöchste Berg des Reinhardswaldes im nordhessischen Landkreis Kassel.

## Geographie

### Lage
Der Gahrenberg befindet sich in Nordhessen, je 6 km nordwestlich von Hann. Münden bzw. südwestlich von Veckerhagen und 3,5 km (Entfernungen jeweils Luftlinie) nordöstlich von Holzhausen (östlicher Stadtteil von Immenhausen). Sein äußerster Ostausläufer ist der Steinkopf im Südostteil des Gutsbezirks Reinhardswald. Nordwestlich befindet sich der Junkernkopf.

### Naturräumliche Zuordnung
Der Gahrenberg gehört in der naturräumlichen Haupteinheitengruppe Weser-Leine-Bergland (Nr. 37) und in der Haupteinheit Solling, Bramwald und Reinhardswald (370) zur Untereinheit Reinhardswald (370.4). Die Landschaft leitet nach Nordosten und Osten in die Untereinheit Weserdurchbruchstal (370.3) und nach Süden in die Untereinheit Mündener Fulda-Werra-Talung (370.6) über.

### Fließgewässer
Auf dem Gahrenberg entspringen zahlreiche kurze Fließgewässer, darunter Elster-, Mühl- und Rattbach, welche sich der Fulda zuwenden, sowie Hemelbach und Nasse und Trockene Ahle, drei in die Weser mündende Bäche.

## Geologie
Der Gahrenberg ist eine tertiäre Basaltkuppe, die über die weitgehend ebene Hochfläche des Reinhardswalds herausragt. Der harte Basalt wurde bei der Abtragung als Härtling aus den weicheren Sedimenten der Umgebung herauspräpariert. Das Nordende der Nordost-Südwest orientierten Basaltdecke wurde in einem kleinen, schon lange stillgelegten Basaltsteinbruch abgebaut. Der langgestreckte Gipfel des Gahrenbergs ist von Basaltschutt-Feldern mit etwa kopfgroßen Blöcken umgeben. Beim Braunkohlenbergbau wurde der Basalt weiträumig unterfahren, aber kein Förderschlot angefahren. Es ist danach offen, ob es sich um den eigenständigen basaltischen Förderschlot eines abgetragenen Vulkangebäudes oder um den letzten Rest einer ehemals ausgedehnteren Basaltdecke (etwa des Ahlbergs?) handelt. Der Basalt liegt in einer grabenförmig eingesenkten Störung des umgebenden mittleren Buntsandsteins (Hardegsen- und Solling-Folge). In dieser Senke, und durch den überlagernden Basalt geschützt, blieb ein kleiner Bereich mit tertiären Sedimenten erhalten. Auf die in diese eingeschalteten Braunkohlen-Flöze wurde jahrzehntelang Bergbau betrieben. Die tertiären Sedimente beginnen mit diskordant dem Buntsandstein aufliegenden Sanden des oberen Oligozäns (Chattium), die als marine Ablagerungen in einem schmalen Meeresarm abgelagert wurden (Kasseler Meeressand), diese sind am Gahrenberg schlecht aufgeschlossen, ihre Ausdehnung nur erschlossen. Überlagert wird dieser von durch Flüsse gebildeten (fluviatilen) unverfestigten sandigen Ablagerungen des Miozän von am Gahrenberg etwa 60 Meter Mächtigkeit (mit wenig tonigen Ablagerungen unmittelbar das Hauptflöz der Braunkohle begleitend). In diese sind zwei Braunkohlenflöze eingelagert, ein oberes (hangendes) Flöz von etwa 3,5 m Mächtigkeit und ein unteres (liegendes) Hauptflöz von etwa 8 bis 9 m Mächtigkeit.

## Bergbau
Die in die miozänen Sande des Gahrenberg eingelagerte Braunkohlen-Lagerstätte hatte eine Länge von etwa 1800 m und eine Breite von 300 bis 500 m in einer flachen von Nordwest nach Südost streichenden und schwach nach Süden hin abfallenden Mulde. Sie wurde, in zwei Abbau-Perioden, durch zwei Braunkohlenbergwerke im Tiefbau ausgebeutet. Bereits früher wurde in den Braunkohlensedimenten Bergbau auf Alaun betrieben, über den aber nur wenig bekannt ist.

### Zeche Wilhelmshausen
Im südlichen Teil förderte die Zeche Wilhelmshausen des Unternehmens Gewerkschaft Holzhausen in einem 1869 verliehenen Feld Braunkohle von 1898 bis 1917. Das Unternehmen betrieb am Osterberg beim nahegelegenen Ort Holzhausen vorher ein weiteres Braunkohlenbergwerk. Nach dem Verkauf 1917 an die Kasseler Firma Wegmann & Co. wurde die Zeche bis 1922 weiter betrieben und dann wegen Erschöpfung der nutzbaren Vorräte 1922 stillgelegt. Die Kohle wurde mit einer Materialseilbahn zum Verladebahnhof in Speele transportiert. Die höchste dokumentierte Jahresförderung der Zeche Wilhelmshausen waren 49.512 Tonnen, im Jahr 1920.

### Zeche Gahrenberg
Unter dem nördlichen Abschnitt des Gahrenbergs wurde Braunkohle in der Zeche Gahrenberg abgebaut. Das Vorkommen wurde seit 1842 abgebaut, als in einer Bohrung die Kohle entdeckt worden war. Die Felder Gahrenberg I bis Gahrenberg III wurden 1891 bis 1909 verliehen. Die Kohle wurde in Stollen angefahren und zunächst in per Hand geschobenen Förderwagen gefördert. Zwischen 1922 und 1924 wurde ein neuer Stollen mit doppelspuriger Förderstrecke angefahren und ausgemauert, es wurde nun per elektrisch betriebener Kettenförderung abgebaut. Abgebaut wurde nur das mächtigere Hauptflöz. Die stückige Kohle wurde vor allem von der Eigentümerin der Zeche, der Firma Habich’s Söhne in deren Fabrik in Veckerhagen genutzt, später wurde sie auch an andere Betriebe und zum Hausbrand verkauft. Eingelagert in die Kohle fanden sich gelegentlich inkohlte Baumstämme einer Nadelbaumart. Die Förderung der Zeche Gahrenberg betrug zunächst, bis in die 1920er Jahre, etwa 5000 bis gut 7000 Tonnen Braunkohle pro Jahr. Im Jahr 1949 wurden 13.410 t gefördert. Die höchste Jahresförderung, im Jahr 1962, waren 24.082 t. Die Belegschaft der Zeche waren zunächst ca. 15 Mann, maximal, nach dem Ersten Weltkrieg, ca. 40 Mann. Die Zeche wurde 1970 stillgelegt, die Stollen verfüllt und die obertägigen Anlagen abgerissen.
Als Nebenprodukt der Förderung wurde auf der Zeche Gahrenberg sogenannte Farbkohle abgebaut, die von der Fa. Habich Farben zu einer Farbe mit der Handelsbezeichnung „Kasseler Braun“ verarbeitet wurde. Als Farbkohle diente stark verwitterte, nahe der Oberfläche anstehende Braunkohle.
Mitte Dezember 2007 wurde das Kesselhaus mit schuppenähnlichen Anbauten, das zuletzt vom Forstbetriebshof Gahrenberg (Hessenforst) genutzt wurde, abgerissen, weil der letzte Eigentümer keine Verwendung mehr für das Gebäude und Denkmalschützer gegen dessen Abriss keine Einwände hatten, wenn das vom Verfall bedrohte Steigerhaus dafür erhalten bleibt. Auch das Steigerhaus steht inzwischen nicht mehr. Es wurde im Jahr 2008 abgerissen, weil dem Forst eine Sanierung zu teuer war. In der Region wurde dies besonders von Personen, die mit dem Bergbau am Gahrenberg verbunden sind, heftig kritisiert, da nach Abriss des Steigerhauses nichts mehr an den Bergbau am Gahrenberg erinnert. Der Abriss des denkmalgeschützten Steigerhauses erfolgte überdies ohne Absprache mit der Denkmalschutzbehörde.

## Verkehrsanbindung
Zu erreichen ist der Gahrenberg gut über die von Holzhausen durch den Reinhardswald nach Veckerhagen verlaufende Landesstraße 3232, von der eine zur Sababurg und nach Gottsbüren führende Straße abzweigt. Vom im Wald knapp 3 km nördlich von Holzhausen in 380 m Höhe gelegenen Parkplatz Roter Stock ist es auf dem Waldweg Alte Kohlenstraße ein etwa 25-minütiger Spaziergang.